# 猿団子

幼獣（子猿）が間に挟まれる場合がしばしばある。

猿団子（サルだんご）とは、日本で寒い時期にニホンザルがおしくらまんじゅうのような状況でお互いに身体を温めあう様子をいう。サルダンゴ、さるだんご、サル団子、猿だんご、などと表記する。猿団子は、十分に暖かければ行われない。各地で冬の風物詩（名物）となっている。

## 猿団子
ニホンザルは体温保持の方法として晴れた日に「ひなたぼっこ」をする以外に、曇天の日や夜間などの低温時にダンゴ状態 (huddling) となり、猿団子を形成する。猿団子がよくみられるのは、曇りの日は最高気温が25℃以下の場合であり、晴れた日では15℃以下の場合である。
猿団子の形成の仕方は、サルの腹と別のサルの背中をあわせるもの、腹と脇をあわせるもの、あるいは、脇と背中を合わせるもの、とがある。また、オス猿よりもメス猿のほうが猿団子を形成しやすい。
多数の個体による猿団子の場合、中心は力の強い上位のサルと、その取り巻きが占め、外側が力の弱いサルとなる。
猿団子には体温調整（体温保持）の機能があるとされ、サルたちが体を寄せあうことで、寒い外気に触れる表面積を少なくすると同時に、互いの体温を保温に利用しあう効果がある。
喧嘩などが原因でふとした拍子に猿団子の形成が崩れると、サルたちの体温は低下する。しかし、すぐにまた猿団子が再形成され、下がった体温は元に戻る。
京都大学は、これはサルたちのエネルギーの節約に役にたっているとし、約一割は節約していると推測している。
また、京都大学の研究グループは、オス猿がメスに比べて生存率が低いのは、群れから独立して一頭でいる時期があり、猿団子の保温効果が得られないためではないか、と予想している。
猿団子は寒ければ寒いほど参加個体が多くなり、新聞など報道機関は、その様子を冬の風物詩としてしばしば報道する。四国・小豆島の銚子渓自然動物園・「お猿の国」や高崎山自然動物園、或いは幾つかの各地の動物園が被写体となる。
猿団子は、ニホンザルのみならず、動物園などで飼育される南国のサルでも、寒い時期には行う。

猿団子
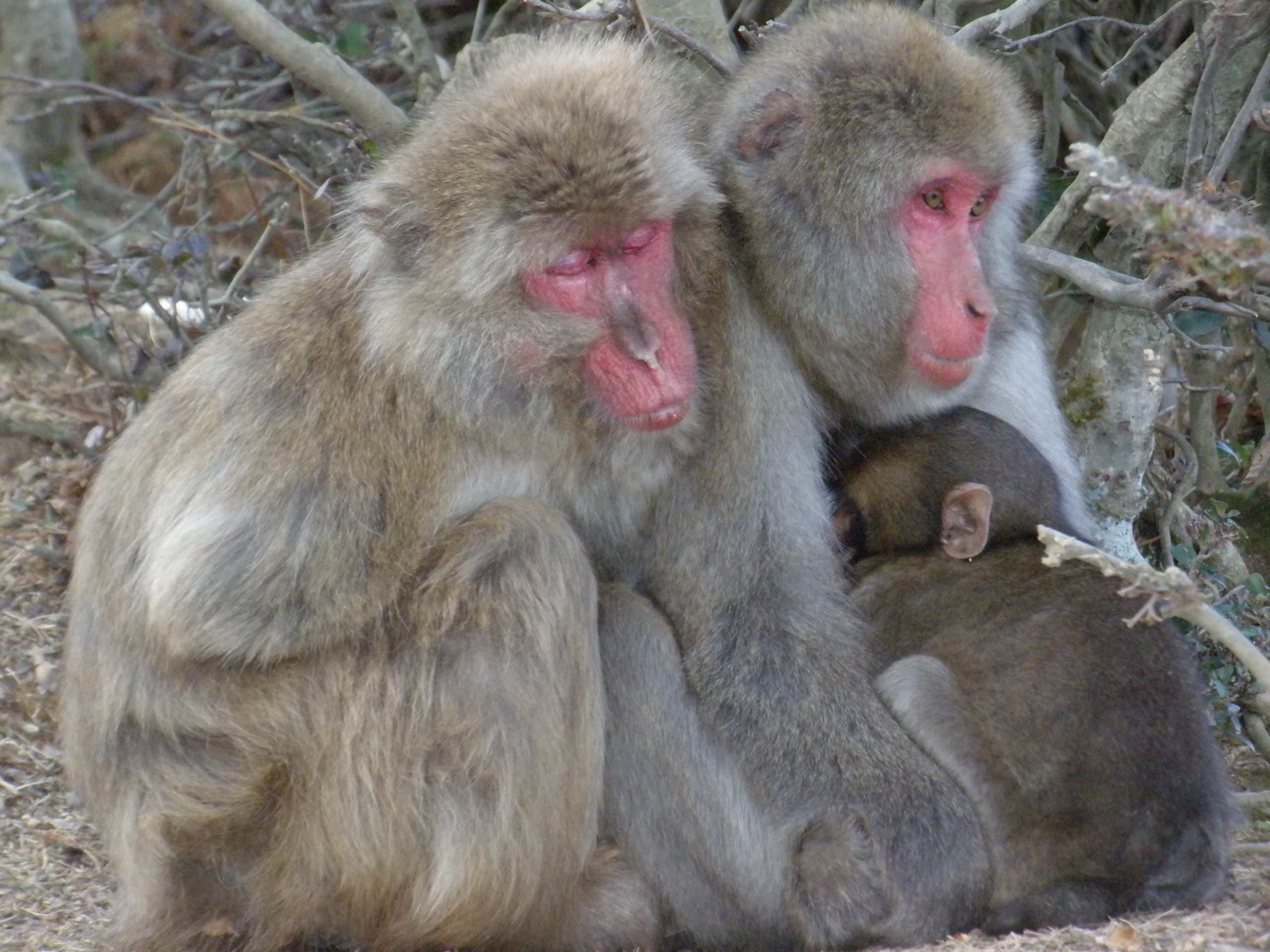
仲の良い個体同士が猿団子をしやすい。

## 関連商品
- 九州・大分市の高崎山自然動物園に隣接する茶屋では、猿団子の時期に合わせて、『おさるだんご』という団子が売られる[7]。
- 麦焼酎に『猿団子』という銘柄がある[8]。